# Neoguillauminia cleopatra
Neoguillauminia cleopatra là một loài thực vật có hoa trong họ Đại kích. Loài này được (Baill.) Croizat mô tả khoa học đầu tiên năm 1937 publ. 1938.